# Macronyx capensis
Macronyx capensis е вид птица от семейство Стърчиопашкови (Motacillidae).

## Разпространение
Видът е разпространен в Ботсвана, Зимбабве, Лесото, Мозамбик, Свазиленд и Южна Африка.